# Călugăreni (okręg Bacău)
Călugăreni – wieś w Rumunii, w okręgu Bacău, w gminie Dămienești. W 2011 roku liczyła 843 mieszkańców.